# Nevada (Granada)
Nevada és un municipi andalús format per la unió de les localitats de Laroles, Júbar, Mairena i Picena (formant aquestes dues últimes entitats locals autònomes), i que està situat en la part nord-oriental de la Alpujarra Granadina (província de Granada). Limita amb els municipis granadins de Ferreira, Aldeire, Válor i Ugíjar i amb els almeriencs de Bayárcal i Alcolea. Gran part del seu terme municipal hi ha al Parc Nacional de Sierra Nevada.